# Hallerburg
Hallerburg ist der kleinste Ortsteil der Gemeinde Nordstemmen und liegt im Westen des Landkreises Hildesheim inmitten der Metropolregion Hannover-Braunschweig-Göttingen in Südniedersachsen.

## Geografie

### Geografische Lage
Hallerburg befindet sich auf halbem Wege zwischen Hildesheim und Springe westlich der Bundesstraße 3 im Calenberger Land. Hallerburg bildet mit Adensen eine Dorfgemeinschaft mit gemeinsamer Kirchengemeinde und gemeinsamen Vereinen. Der Fluss Haller zeigt bei Hallerburg die Grenze zwischen dem Landkreis Hildesheim und der Region Hannover an.
| Bennigser Burg        | Bennigsen  | Pattensen    | Vardegötzen | Jeinsen            |
| Völksen               | Gestorf    | Thiedenwiese | Schulenburg | Burg Calenberg     |
| Wisentgehege Springe  | Eldagsen   |              | Adensen     | Schloss Marienburg |
| Burg Hallermund       | Alferde    | Wülfingen    | Nordstemmen | Heyersum           |
| Kloster Wülfinghausen | Wittenburg | Elze         | Poppenburg  | Burgstemmen        |

### Geologie

#### Limberg-Überschiebung

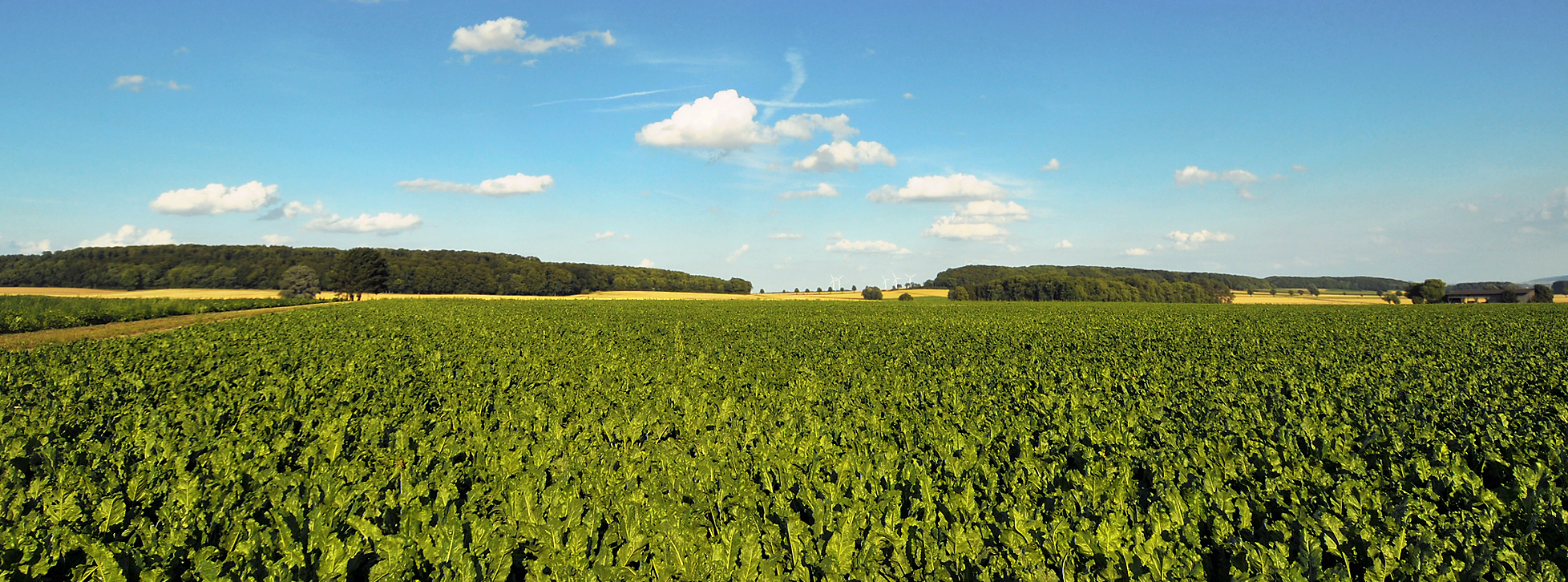
Blick auf den Bergzug Limberg (links), Abraham und Haarberg (rechts), der in der Geologie als Limberg-Achse bezeichnet wird

Im Nordwesten von Hallerburg wurde das Festgestein des Jura durch die Limberg-Überschiebung (auch Limberg-Achse genannt) durchschnitten, bei der Schichten der Trias, die auf Schichten des Oberen Buntsandsteins wurzeln, auf die Schichten des Jura aufgeschoben worden sind. Die aufragenden Schichten von Unterem Muschelkalk, Mittlerem Muschelkalk, Oberem Muschelkalk, Mittlerem Keuper, Oberem Keuper und Oberem Buntsandstein bilden zwischen Bennigsen und Hallerburg die Höhenzüge Limberg, Abraham, Haarberg und Hallerburger Holz. Der Limberg und das Hallerburger Holz befinden sich in dem Landschaftsschutzgebiet LSG-H 34: Limberg, Hallerburger Holz und Jeinser Holz (1.315 ha). Der Abraham liegt zusammen mit dem Haarberg und dem Limberg im Landschaftsschutzgebiet LSG-H 74 Gestorfer Lößhügel.

#### Hallerburger Steinbruch

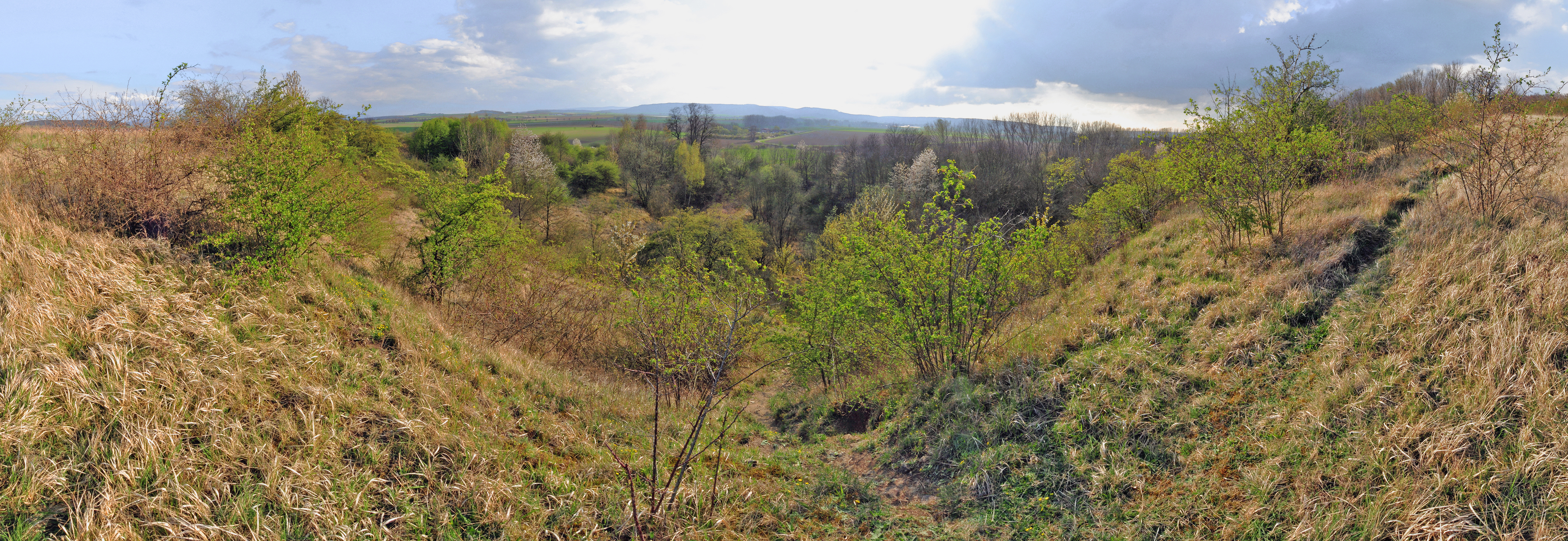
Blick vom Norden über den Hallerburger Steinbruch in das Hallertal

In der westlichen Verlängerung der Straße Am Tiergarten liegt die bewaldete Anhöhe des Haarbergs. Im Wald befinden sich Steinbrüche der Hallerburger Landwirte. Der größte Hallerburger Steinbruch, der früher Steinkuhle genannt wurde, liegt rechts an der Straße und wurde vor 1935 ausgebeutet; heute ist der Steinbruch bewaldet. An der nördlichen hohen Kante dieses Hallerburger Steinbruchs befindet sich die geologisch interessante Abbruchkante des Abrahamsattels.
Das Hangende ist der untere Lias, das Liegende ist örtlich Zechstein/Rotliegendes, ansonsten Präkambrium oder varizisches Kristallin. Im Steinbruch ist der Trochitenkalk aufgeschlossen. Es sind Trochiten zu finden, vor allem die Stielglieder der Seelilie Encrinus liliiformis, aber auch andere Stielglieder. Kelchplatten findet man selten.
Die im Muschelkalk vorkommenden Ceratiten sind selten. Häufiger gibt es die echte Muschel Gervilleia socialis. Bei den Brachiopoden ist Terebratula vulgaris in Steinkernerhaltung vorherrschend. Von den Gastropoden gibt es Undularia scalata zumeist nur bruchstückhaft und selten in Schalenerhaltung.

#### Hallerburger Holz

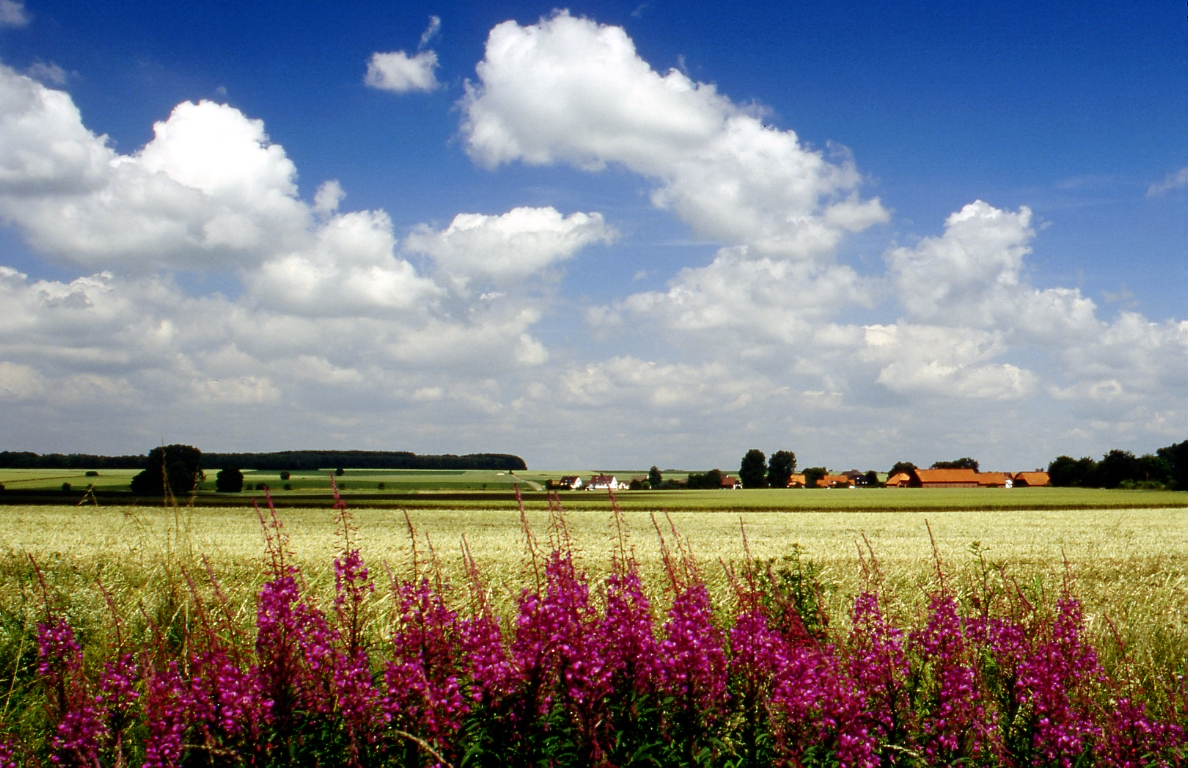
Hallerburg (rechts) und das „Hallerburger Holz“ (links)

Das Waldgebiet Hallerburger Holz gehört in dem europäischen Schutzgebietssystem Natura 2000 zu den in Niedersachsen gelegenen FFH-Gebieten. Im südwestlichen Teil des Hallerburger Holzes wurde 1972 ein Naturwaldreservat ausgewiesen, das von der Waldnutzung ausgenommen wurde und sich langfristig zu einem Urwald weiterentwickeln sollte. Dieses Naturwaldreservat wurde aber 1990 aufgelöst, und die Weiterentwicklung des bis dahin unter besonderen Schutz gestellten Naturwaldes zum Urwald wurde abgebrochen.
Das Gebiet in der Größe von 170 ha wird vorherrschend charakterisiert durch Eichen-Hainbuchenwald auf frischen bis feuchten, überwiegend basenreichen Standorten, in den Randbereichen außerdem durch Buchenwälder und einen stark verbuschten Kalkmagerrasen. Bedeutsam ist der Bereich vor allem als repräsentatives Vorkommen von Sternmieren-Eichen-Hainbuchenwald und Waldmeister-Buchenwald. Mitarbeiter der Revierförsterei Brünnighausen pflanzten im April 2014 circa sechstausend junge Traubeneichen, die für ein gesundes Wachstum viel Licht benötigen. Eine ideale Fläche bot sich an durch den Abtrieb eines nicht naturnahen Fichtenbestandes. Auf diese Fläche passten allein rund fünftausend Eichen. Weitere Bäume wurden in kleineren Bestandeslücken gepflanzt, die aber genügend Lichteinfall bieten müssen.
Wertvolle Fledermauslebensräume sind im Hallerburger Holz vorhanden. Die NABU Ortsgruppe Springe stellte bei den Ortsbegehungen 2014 im Hallerburger Holz die Anwesenheit der folgenden Vogelarten fest: Rotmilan Milvus milvus, Hohltaube Columba oenas, Grünspecht Picus viridis, Grauspecht Picus canus, Schwarzspecht Dryocopus martius, Kleinspecht Dryobates minor, Wiesenpieper Anthus pratensis, Misteldrossel Turdus viscivorus, Sommergoldhähnchen Regulus ignicapilla und Gartenbaumläufer Certhia brachydactyla.

## Geschichte

### Ortsname
Aufgrund der Endung -burg legt die Ortsnamenforschung die Entstehung des Namens Hallerburg auf die Rodezeit zwischen 800 und 1350 fest. Historische Schreibungen des Ortsnamens: Hallerborg (1638), Halerburg (1645), Allerburg (1730), Hallerburg (1801). 1750 wurde der Ort als Hallerborg genannt.
Die Endung -burg bedeutet ursprünglich „Bruch, Sumpf, feuchte Wiese“; mhd. bruoch, ahd. bruoh „Sumpf, Moorboden“, nd. brok, nl. broek „Morastgrund“, lit. burge „Sumpf, Moor“. Da die Casseler Heerstraße hier durch die Furt der Haller führte, bevor die Burg gebaut wurde, beschreibt der Ortsname nicht die Burg an der Haller, sondern das sumpfige Ufer der Haller. Hans-Heinrich Seedorf vermutet, „dass Haller soviel wie ein geräuschvoll fließender Bach bedeutet.“

### Herrschaft Adenoys
Der Ort Hallerburg liegt zwischen den Ortschaften Alferde und Adensen. In Adensen herrschte von 1124 bis 1322 die Familie von Adenoys. Johann III. von Adenoys, der keine Söhne hatte, gab am 9. März 1322 seine Lehngüter dem Bischof von Minden zurück. Der Bischof verlehnte die Lehngüter anschließend dem Grafen Gerhard von Hallermunt, dem Enkel von Johann II. von Adenoys. Damit gingen die Aufgaben des Gerichtes und der Verwaltung der ehemaligen Herrschaft Adenoys an die Grafen von Hallermunt in Hallerburg über.

### Burg Hallerburg
Die Burg Hallerburg auf der Hallerinsel wird zum ersten Mal im Jahr 1362 in einer Urkunde erwähnt. Der Herzog Wilhelm von Braunschweig und Lüneburg, ein Welfe, ließ die Burg „Hallerburg“ auf der Hallerinsel bauen, damit der Pfandzoll und Wegzoll von den Durchreisenden erhoben werden konnte. An beiden Seiten der Durchfahrt zum Ort Hallerburg wurden vier Meierhöfe als Vorwerke gebaut, um diesen Zugang zur Burg zu sichern. Die Burg wurde im Jahr 1428 von Otto Claudus, Herzog von Lüneburg, belagert und 1519 in der Hildesheimer Stiftsfehde zerstört. Bis 1970 sah man am Standort der Hallerburg ein von Gräben umzogenes Quadrat von fast fünfzig Meter Seitenlänge.

### Adenser Gohe
Nach der Zerstörung der Hallerburg gingen die Aufgaben des Gerichts und der Verwaltung der ehemaligen Herrschaft Adenoys für die Jahre 1523 bis 1852 an das welfische Amt Calenberg über. In dieser Zeit bestand die „Adenser Gohe“ für einige Orte der Gegend, darunter Hallerburg.
In Adensen arbeitete von 1523 bis 1609 ein für die „Adenser Gohe“ zuständiger Verwaltungs-, Urkunds- und Gerichtsbeamter, der sogenannte Gohgräfe. Von 1610 bis 1852 war der „Gohgräfe“ in Hallerburg tätig. Seit 1668 arbeitete er in Hallerburg nicht mehr – wie bisher – in seinem Privathaus, sondern in dem Amthaus. 1852 wurde die „Adenser Gohe“ aufgelöst. Zuständig für die Verwaltung von Adensen und Hallerburg war dann das Amt Calenberg und für gerichtlichen Angelegenheiten das Amtsgericht Calenberg. 1885 wurde der Landkreis Springe aus den Ämtern Calenberg und Springe gebildet. Das Amtsgericht Calenberg ist im Jahr 1939 mit dem Amtsgericht Elze vereinigt worden.

### Eingliederung des Dorfes Hallerburg in die Gemeinde Nordstemmen
Am 1. März 1974 wurde Hallerburg in die Gemeinde Nordstemmen eingegliedert.

### Einwohnerentwicklung
| Jahr | Einwohner                             |
| ---- | ------------------------------------- |
| 1925 | 94                                    |
| 1933 | 99                                    |
| 1939 | 101                                   |
| 1961 | 133                                   |
| 1970 | 172                                   |
| 2011 | 117                                   |
| 2015 | 118                                   |
| 2017 | Einzige Wohnung oder Hauptwohnung 107 |

## Politik

### Gemeinderat und Bürgermeister
Auf kommunaler Ebene wird der Ortsteil Hallerburg vom Gemeinderat aus Nordstemmen vertreten.

### Ortsvorsteher
Der Ortsvorsteher von Hallerburg ist seit 2011 Hans Jürgen Pompetzki.
(Stand: Kommunalwahl 12. September 2021)

### Sonstige Ämter
- Die Stelle des Ortsheimatpflegers ist seit 2018 vakant.[19][20]
- Schiedsperson für die Ortschaften Adensen und Hallerburg ist Karl-Erich Mundt.

(Stand: 2018)

### Wappen
| Wappen von Hallerburg | Blasonierung: „Gespalten; vorne: in Silber über blau-silbernen Wellenlinien ein roter zinnengekrönter Turm; hinten: in Rot drei fünfblättrige silberne Rosen mit goldenen Kelchblättern (2 : 1).“                                                                                          |
| Wappen von Hallerburg | Wappenbegründung: Im Wappen der Ortschaft Hallerburg sieht man den Turm der Hallerburg, die fünfblättrigen Rosen, die das Schild- und Siegelzeichen der Grafschaft Hallermunt waren, und die Wellenlinien, die den Fluss Haller darstellen und dessen Bedeutung für die Ortschaft betonen. |

## Religion

### Urpfarre Jeinsen
Nördlich von Adensen liegt das Flurstück „Teufelsküche“. Dieser Name weist darauf hin, dass sich dort in vorchristlicher Zeit in der Nähe der alten Heerstraße eine heilige Stätte der Germanen befand, die später von den Christen verteufelt wurde. Nach der Christianisierung gehörten Adensen, Bodensen und Pussensen im 9. Jahrhundert zur Urpfarre Jeinsen.

### St.-Dionysius-Kirche
Die adlige Familie von Adenoys begründete am Ende des 10. Jahrhunderts in Adensen die St.-Dionysius-Kirche, zu der die Ortschaften Adensen, Bodensen und Pussensen (Pustessen) gehörten. Nach dem Wüstwerden von Bodensen und Pussensen (Pustessen) und der Entstehung der Ortschaft Hallerburg umfasst die Kirchengemeinde vom 14. Jahrhundert an die Ortschaften Adensen und Hallerburg.

### Patronat der St.-Dionysius-Kirche
Das Patronat der Kirche blieb bis 1322 bei der Familie von Adenoys, ging anschließend an die Grafen von Hallermund und wurde von diesen am 14. April 1385 auf das damalige Augustinerinnenkloster und spätere Frauenstift im Kloster Wülfinghausen übertragen. Das Patronatsverhältnis blieb bis zum Ende des 19. Jahrhunderts bestehen. Solange war die Kirchengemeinde Adensen verpflichtet, Kollekten zur Unterhaltung des Klosters Wülfinghausen zu sammeln und dorthin abzuführen.

### Römisch-katholische Kirchengemeinde
Bis zur Reformation war die Kirchengemeinde in Adensen und Hallerburg römisch-katholisch. Im Jahr 1361 wird erstmals ein Geistlicher aus Adensen mit Namen Johann urkundlich erwähnt. Weitere 8 katholische Geistliche aus vorreformatorischer Zeit sind namentlich bekannt.
In Adensen bestand bis zur Reformationszeit eine Laienbruderschaft mit dem Namen Unseren lieben Frauen. Sie verfügte über eigenes Grundvermögen und nahm Aufgaben der Kirchengemeinde wahr.
Katholiken, die in Adensen und Hallerburg wohnen, sind Kirchengemeindemitglieder der römisch-katholischen Kirche St. Michael Nordstemmen. (Stand 2016)

### Evangelisch-lutherische Kirchengemeinde
Nachdem sich die Reformation in Adensen und Hallerburg 1543 durchgesetzt hatte und die Kirchengemeinde Adensen evangelisch-lutherisch geworden war, ist 1544 Henricus Sanderus (Sander) erster evangelisch-lutherischer Geistlicher in Adensen geworden.
Bis 1924 wurden die Kirchengemeinden Adensen und Wülfingen im Jahr 1924 als selbständige Kirchengemeinden unter einem gemeinsamen Pfarramt zusammengeschlossen. Der Sitz des Pfarramtes war seit 1924 Wülfingen. Der Wohnsitz des Pastors befand sich zunächst in Wülfingen und seit 1947 in Adensen. Mit Wirkung vom 1. Juli 2010 wurde die pfarramtliche Verbindung der Kirchengemeinden Adensen und Wülfingen von der Evangelisch-lutherischen Landeskirche Hannovers aufgehoben. Die Pfarrstelle Adensen bestand als dauervakante Pfarrstelle weiter, bis sie ebenso wie alle dauervakanten Pfarrstellen in der Ev.-luth. Landeskirche Hannovers zum 31. Dezember 2012 aufgelöst wurde.
Die Evangelisch-lutherische Kirchengemeinde Adensen verfügt seitdem nicht mehr über ein eigenes Pfarramt. Sie gehört in dem Evangelisch-lutherischen Kirchenkreis Hildesheimer Land-Alfeld zusammen mit den Kirchengemeinden Burgstemmen, Mahlerten und Heyersum zu dem Pfarramt Burgstemmen-Mahlerten-Heyersum-Adensen. Dieses Pfarramt und das Pfarramt Nordstemmen bilden die Region Nordstemmen im Amtsbereich Elze des Kirchenkreises Hildesheimer Land-Alfeld, das zum Kirchenkreis Hildesheimer Land-Alfeld gehört. Die Kirchengemeinde Adensen wird weiterhin von einem eigenen Kirchenvorstand geleitet, der auch die Trägerschaft der Friedhofsverwaltung von Adensen wahrnimmt.

## Wirtschaft und Infrastruktur

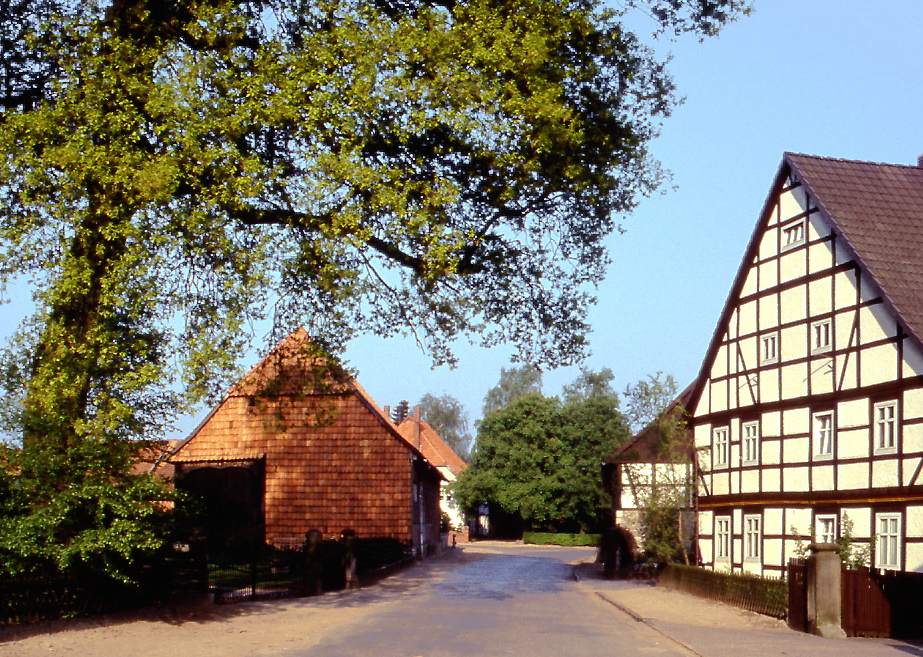
Die Hallerstraße in Hallerburg

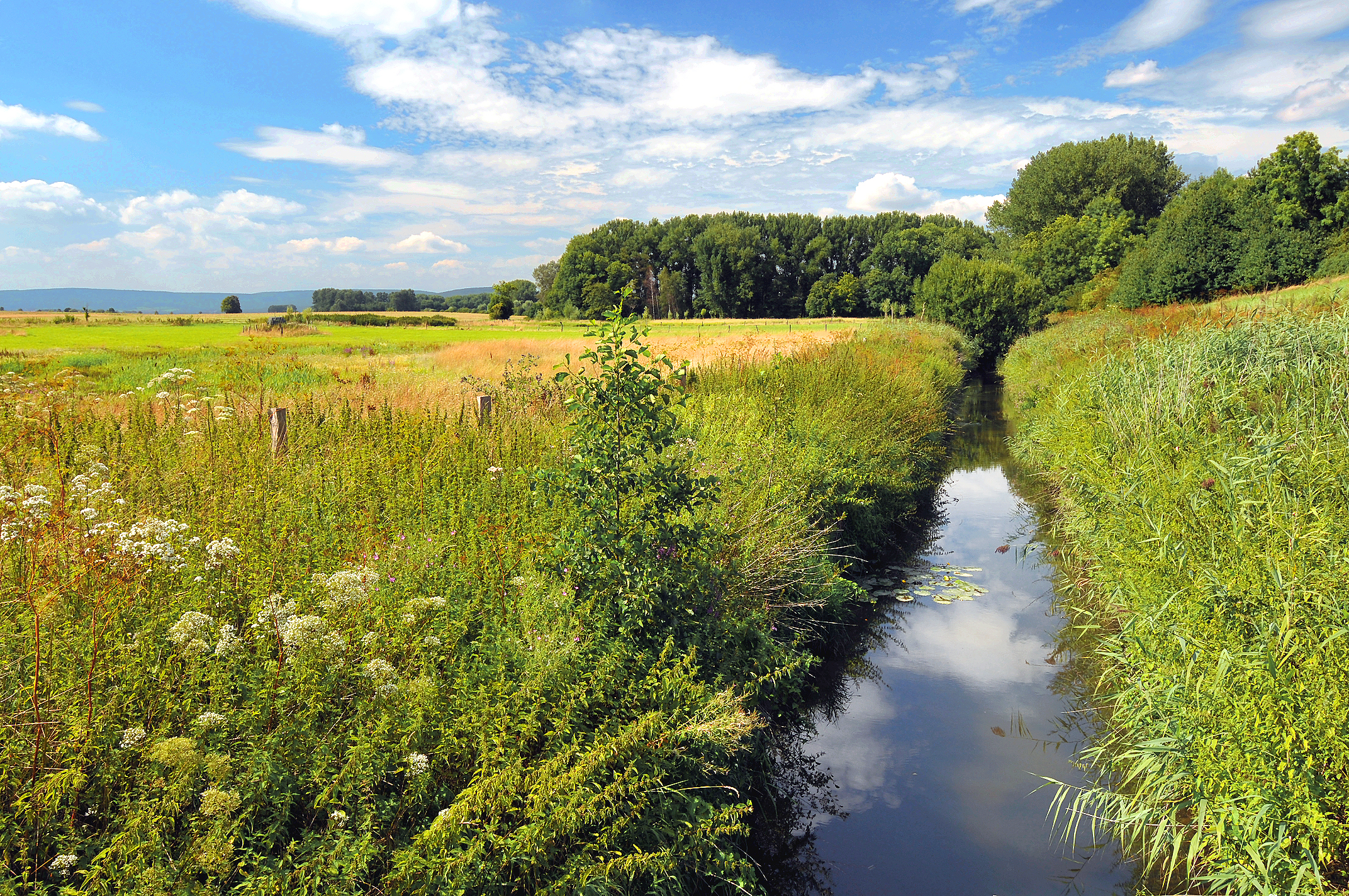
Biotop an der Hallerbrücke unterhalb des Haarbergs

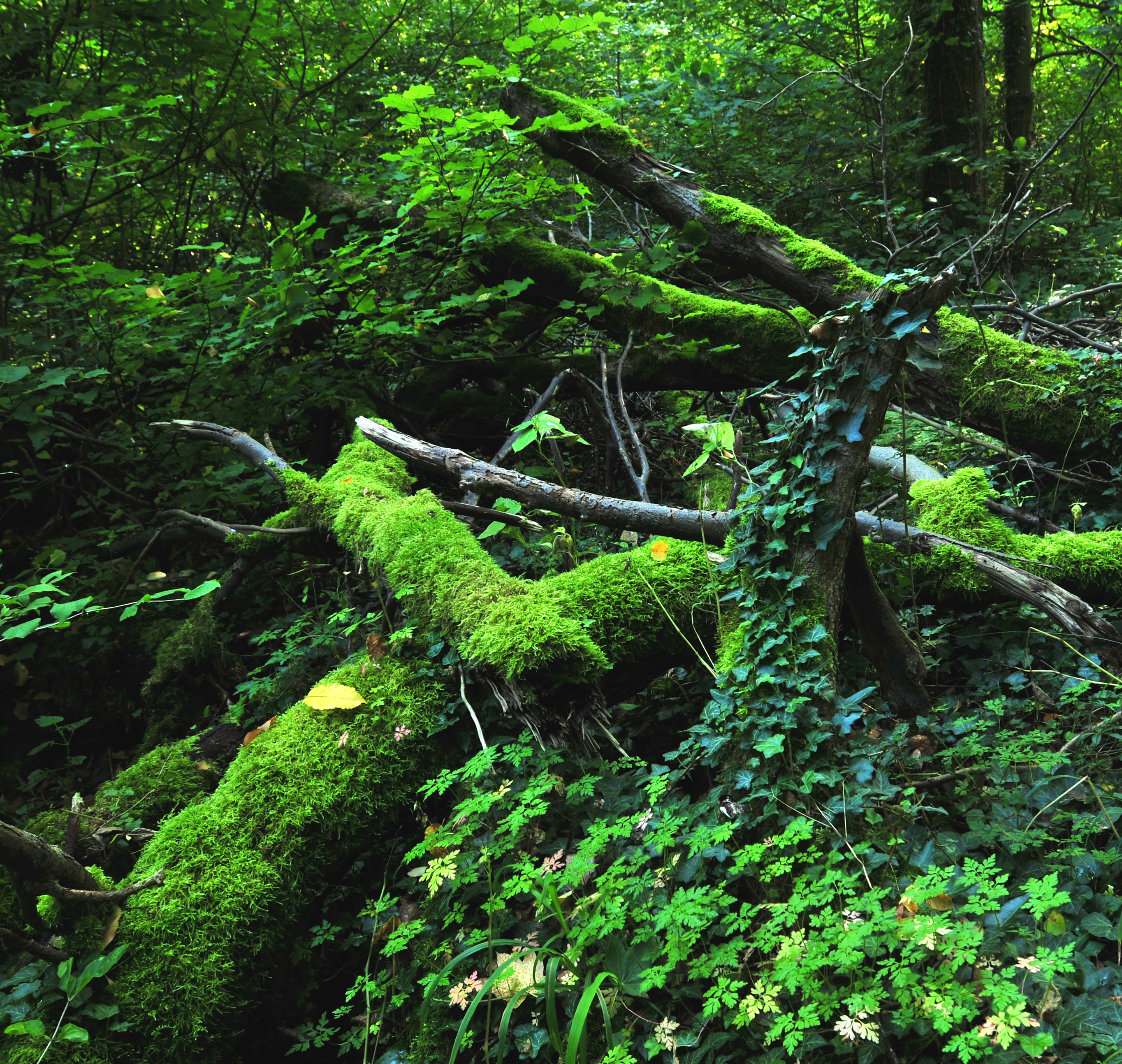
Totholz im „Hallerburger Holz“

### Bildung
Die Kindertagesstätte und die Grundschule für Adensen und Hallerburg befindet sich in Adensen. Träger ist die DRK-Region Hannover e. V. Das Gebäude der Kindertagesstätte wurde 1996 von der Gemeinde Nordstemmen erbaut.

### Verkehr
Eine Buslinie des GVH verbindet Hallerburg mit Nachbarorten sowie mit Hannover. Im Jahr 1896 bestand der Plan, eine 22,3 km lange Kleinbahn mit 1,00 m breiter Spur vom Bahnhof Nordstemmen aus über Barnten, Schulenburg, Adensen, Hallerburg, Alferde, Eldagsen und Alvesrode nach Springe zu erstellen, die sowohl dem Personenverkehr wie auch dem Güterverkehr dienen sollte. Die Kleinbahn sollte jährlich 100.000 Fahrgäste und 30.000 Tonnen Güter (unter anderem Zuckerrüben für die Zuckerfabrik Nordstemmen) befördern. Der Bau der Kleinbahn scheiterte am Einspruch der Stadt Eldagsen und ihrer Landwirte, die keine Eisenbahn in ihrem Stadtgebiet dulden wollten. Die Folge war, dass der Bahnhof der damaligen Stadt Eldagsen in Völksen als Bahnhof Völksen-Eldagsen gebaut wurde.
Die Kreisstraße, die bei Hallerburg über die Hallerbrücke führt, wird in der Region Hannover als K 204 und im Kreis Hildesheim als K 505 bezeichnet. Durch Adensen und Hallerburg führt der Calenberger Weg, ein Fernwanderweg, der von Bad Nenndorf bis Nordstemmen reicht.

### Vereine
Adensen und Hallerburg haben die folgenden örtlichen Vereine (Stand 2015):
- Ortsverein des Deutschen Roten Kreuzes (Gründung: 13. Februar 1927)
- Freiwillige Feuerwehr Nordstemmen Ortsfeuerwehr Adensen-Hallerburg[27] (Gründung: 1932).[28]
- Feuerwehr-Förderverein Adensen-Hallerburg (Gründung: 24. April 2015).
- Verein zum Erhalt historischer Feuerwehrfahrzeuge Adensen-Hallerburg e. V. (Gründung 2009)[29]
- Kegelgruppen
- TTC Adensen-Hallerburg e. V.[30] (Gründung: 1957)
- Schulförderverein der Grundschule Adensen-Hallerburg (Gründung: 1993), seit 2013 Förderverein der CJD-Grundschule Adensen-Hallerburg e. V.
- VfL Adensen-Hallerburg e. V.[31] (Gründung: 18. Juni 1949).

## Naturschutz
Zigeunerwäldchen

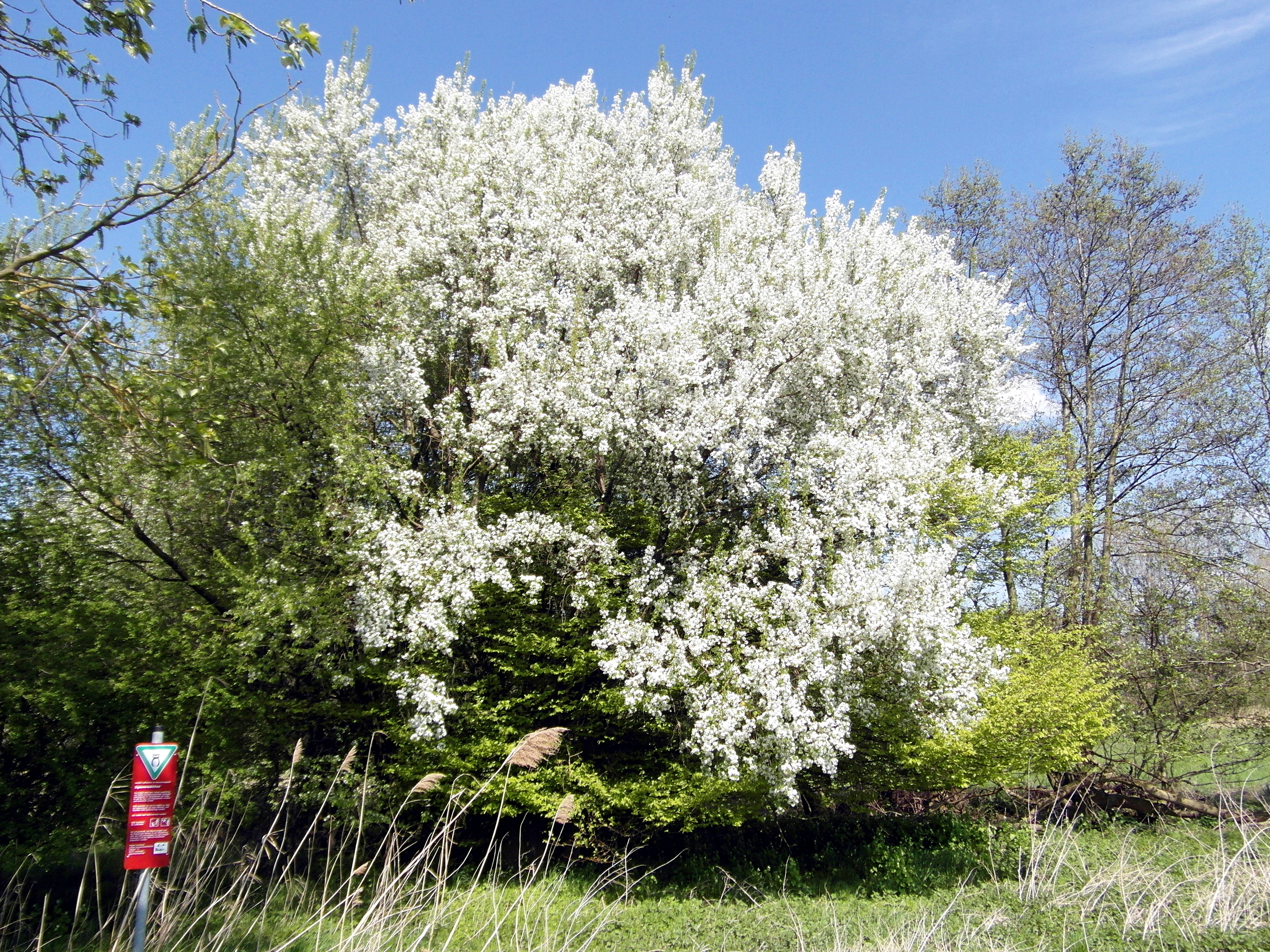
Südwestecke vom Naturschutzgebiet „Zigeunerwäldchen“

Das Zigeunerwäldchen (offizielle Schreibweise: Ziegeunerwäldchen, z. B. in der Verordnung zum Naturschutzgebiet), ist ein Naturschutzgebiet in der niedersächsischen Stadt Springe in der Region Hannover. Das Naturschutzgebiet mit dem Kennzeichen NSG HA 115 ist 15 Hektar groß. Es ist größtenteils vom Landschaftsschutzgebiet „Hallerniederung“ umgeben. Das Gebiet steht seit dem 18. Dezember 1986 unter Naturschutz. Zuständige untere Naturschutzbehörde ist die Region Hannover. Das Naturschutzgebiet liegt zwischen den Springer Stadtteilen Eldagsen und Gestorf am Fuße des Abrahams. Es stellt ein Teilstück der Niederung der Haller, einem Nebenfluss der Leine, unter Schutz. Der größtenteils naturnahe Waldrest ist heute ungenutzt, jedoch noch durch frühere Nutzung beeinflusst. Weiden und ein hoher Anteil an Baumpilzen prägen den Waldbestand, in dem sich recht viel liegendes und stehendes Totholz befindet. Auf sumpfigen Lichtungen wachsen ausgedehnte Röhrichtbestände und Großseggenrieder. Im Westen und Süden sind Grünlandbereiche in das Naturschutzgebiet einbezogen. Das Naturschutzgebiet grenzt größtenteils an ackerbaulich genutzte Flächen. Die Niedersächsische Landgesellschaft erwarb das Naturschutzgebiet Zigeunerwäldchen für einen Flächenpool. Es wurde auf den Verein Biotop-Management-Initiative e. V. übertragen.